# Estació de Banyuls de la Marenda
L'Estació de Banyuls de la Marenda (en francès Gare de Bayuls-sur-Mer) és una estació ferroviària situada a la comuna de Banyuls de la Marenda, a la comarca del Rosselló de la Catalunya del Nord, i al departament francès dels Pirineus Orientals, a la regió d'Occitània. Es troba a la línia de Narbona a Portbou i s'hi aturen trens regionals de TER d'Occitània i trens de nit de llarga distància.
Es una estació de la Societat Nacional dels Ferrocarrils Francesos i fou posada en servei el 1878 per la Companyia de ferrocarril de Midi. Establerta a 17 metres d'altitud, l'estació està situada al punt quilomètric (PK) 502.133 de la línia de Narbona a Portbou, entre les estacions de Portvendres i de Cervera de la Marenda.
Té un edifici de passatgers, obert de dilluns a divendres, tancat els dissabtes i diumenges, on hi han les finestretes. Està equipat amb màquines automàtiques per a la compra de bitllets.
L'estació de Banyuls de la Marenda va ser construïda en 1876 i posada en servei en 1878 per la companyia de ferrocarril de Midi, al final de l'ampliació de la línia de Perpinyà a Portbou, de l'actual línia de Narbona a Portbou. Fou electrificada i senyalitzada (de tipus SAB) en 1982. El 2014, segons les estimacions de la SNCF, la freqüència anual de l'estació era de 72.164 passatgers. El 2018 aquesta xifra va baixar fins a 64.538 viatgers.

## Serveis ferroviaris
| Procedència/Destinació        | <                     | Línia           | >           | Procedència/Destinació        |
| ----------------------------- | --------------------- | --------------- | ----------- | ----------------------------- |
| TER d'Occitània               |                       |                 |             |                               |
| Cervera de la Marenda Portbou | Cervera de la Marenda |                 | Portvendres | Perpinyà Narbona Nimes Avinyó |
| Cervera de la Marenda Portbou | Cervera de la Marenda | Tolosa-Matabiau | Portvendres |                               |
| Tren de nit                   |                       |                 |             |                               |
| Cervera de la Marenda Portbou | Cervera de la Marenda | Intercité       | Portvendres | París-Austerlitz              |

## Galeria d'imatges

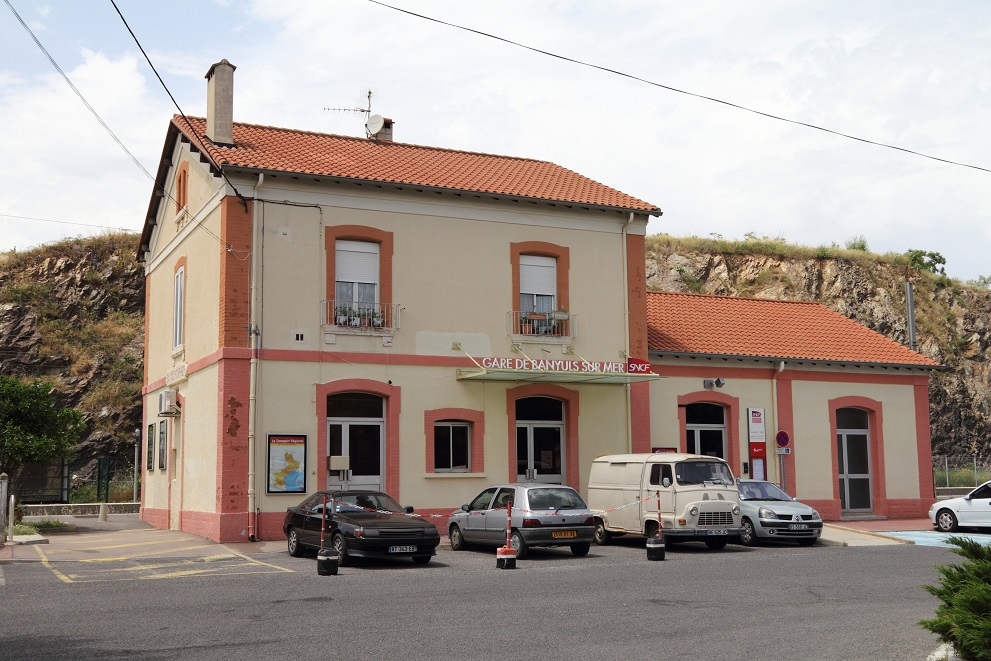
L'edifici i accés a l'estació
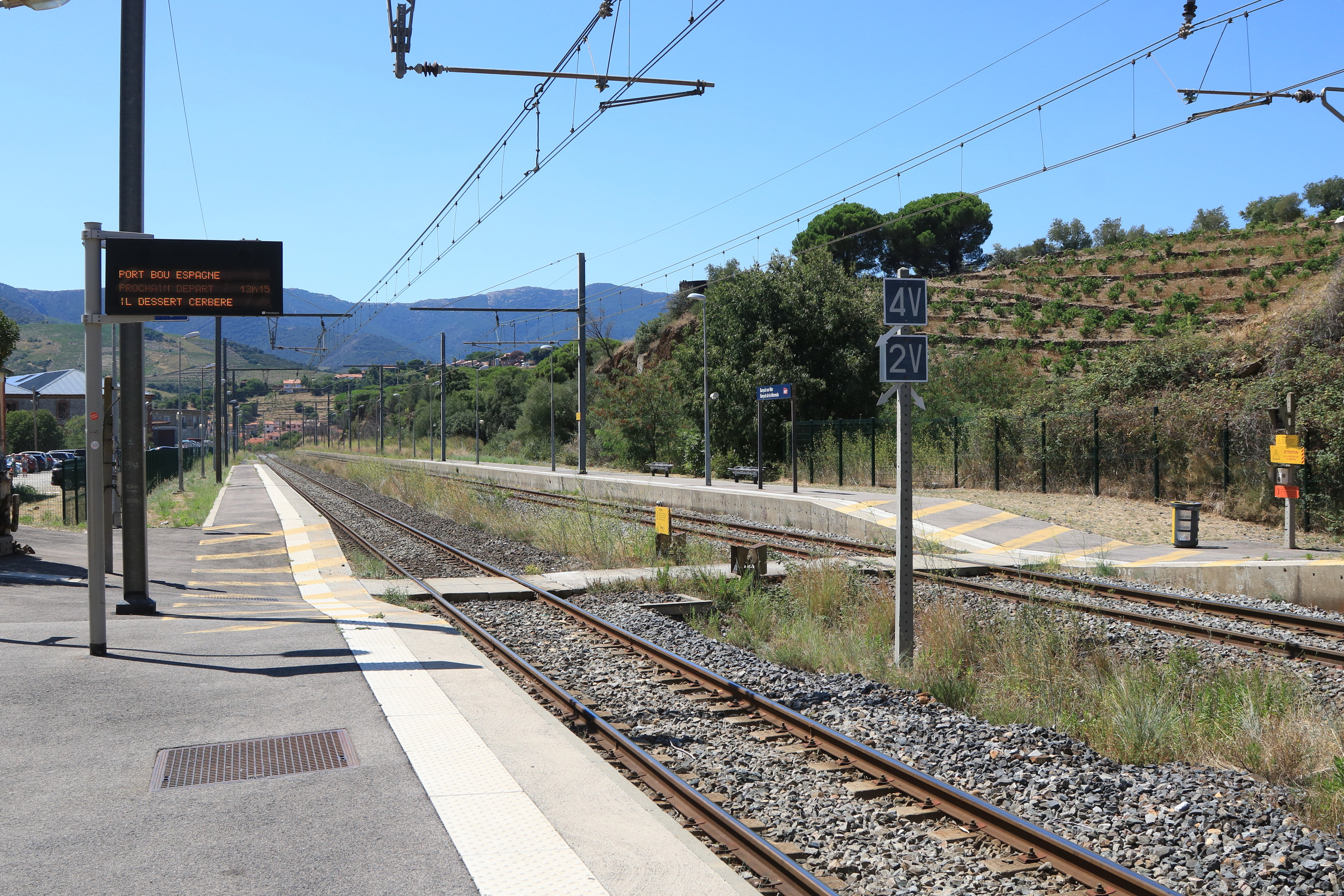
Disposció de víes i andanes
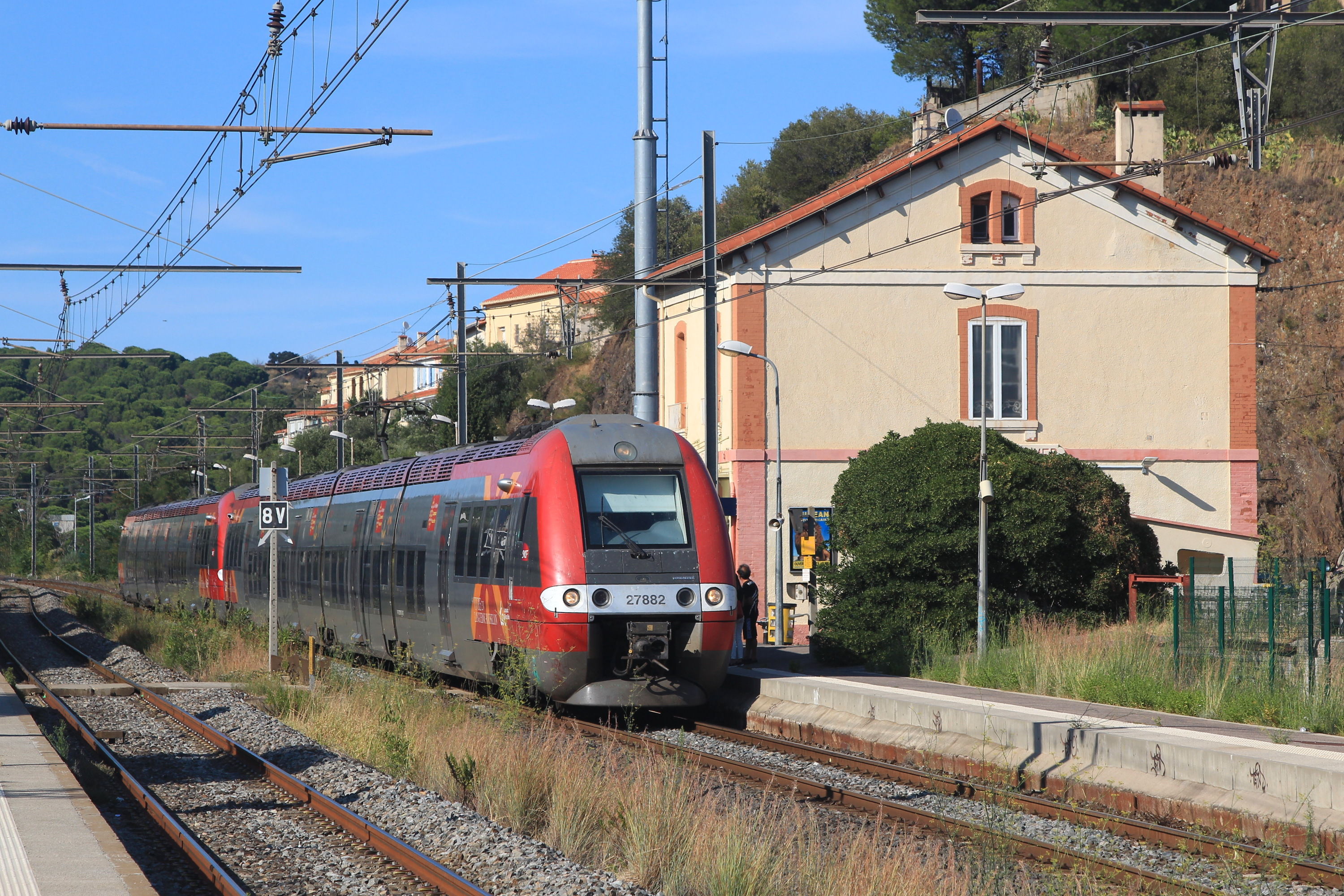
Doble unitat Z 27500 en servei regional TER de Perpinyà en direcció Portbou